# Balantoides
Balantoides is een geslacht van uitgestorven kreeftachtigen uit de klasse van de Ostracoda (mosselkreeftjes).

## Soorten
- Balantoides alabamensis (Ehrlich, 1964) Sohn, 1975 †
- Balantoides alethaae (Coley, 1954) Zbikowska, 1983 †
- Balantoides biltmorensis Loranger, 1954 †
- Balantoides brauni (Becker, 1968) Sohn, 1975 †
- Balantoides clivusbestiola (McGill, 1963) Sohn, 1975 †
- Balantoides keslingi Zbikowska, 1983 †
- Balantoides minimus (Lethiers, 1970) Zbikowska, 1983 †
- Balantoides moreyi Croneis & Funkhouser, 1939 †
- Balantoides parvulus (Polenova, 1953) Zbikowska, 1983 †
- Balantoides trilobatus (Turner, 1939) Kesling & Chilman, 1978 †